# Alex Veadov
Alex Veadov (* 15. April 1962 in Czernowitz, USSR) ist ein US-amerikanischer Schauspieler.

## Leben und Wirken
Der im westukrainischen Czernowitz geborene Schauspieler Alex Veadov wirkt seit Ende der 1980er Jahre in Kinofilmen und Fernsehproduktionen mit. Darin verkörperte er überwiegend russische Charaktere. Zudem hörte man seine Stimme als Sprecher in einigen Computerspielen wie zum Beispiel Freedom Fighters oder Soldier of Fortune. Auch darin sprach er überwiegend russische Personen.
Größere Bekanntheit erlangte Alex Veadov durch die Verkörperung des Gangsterbosses Vadim Nezhinski in dem Spielfilm Helden der Nacht – We Own the Night.

## Filmografie (Auswahl)
- 1989: Terminal Force
- 1995: Countdown des Schreckens (OP Center, Fernsehfilm)
- 1996: Jackie Chans Erstschlag (Ging chaat goo si 4: Ji gaan daan yam mo)
- 1997: Contact
- 1997: Air Force One
- 1998: Falling Sky
- 1998: Seven Days – Das Tor zur Zeit (Seven Days, Fernsehserie, eine Folge)
- 1999: Crash Dive II (Counter Measures)
- 2000: Expedition der Stachelbeeren (The Wild Thornberrys, (Zeichentrickserie), eine Folge, Stimme)
- 2000: JAG – Im Auftrag der Ehre (JAG, Fernsehserie, eine Folge)
- 2000: Thirteen Days
- 2001: Stranded – Operation Weltraum (Stranded)
- 2001: Verflucht (Cursed, Fernsehserie, eine Folge)
- 2001: Der Himmel von Hollywood (The Hollywood Sign)
- 2001, 2005: Alias – Die Agentin (Alias, Fernsehserie, 2 Folgen)
- 2002: Astronauts (Fernsehfilm)
- 2002: The Shield – Gesetz der Gewalt (The Shield, Fernsehserie, eine Folge)
- 2002: Without a Trace – Spurlos verschwunden (Without a Trace, Fernsehserie, eine Folge)
- 2005: Neighborhood Watch - Dead Next Door (Neighborhood Watch)
- 2005: New York Cops – NYPD Blue (NYPD Blue, Fernsehserie, 2 Folgen)
- 2006: Secret History of Religion: Doomsday - Book of Revelation (Fernsehfilm)
- 2007: Helden der Nacht – We Own the Night (We Own the Night)
- 2007: Alle hassen Chris (Everybody hates Chris, Fernsehserie, eine Folge)
- 2008: Terminator: The Sarah Connor Chronicles (Fernsehserie, eine Folge)
- 2008: The Closer (Fernsehserie, eine Folge)
- 2009: The Harsh Life of Veronica Lambert
- 2009: Eugene
- 2009: Drag Me to Hell
- 2012: Act of Valor
- 2014: The Equalizer
- 2014–2015: Navy CIS (NCIS, Fernsehserie, 3 Folgen)
- 2023: Battle of the Atlantic – America vs Russia (Top Gunner: Battle of the Atlantic)
- 2023: Snow White and the Seven Samurai

## Synchronisation für Computerspiele
- 1996: Soviet Strike
- 2000: Soldier of Fortune
- 2002: Soldier of Fortune II: Double Helix
- 2003: Medal of Honor: Allied Assault Spearhead
- 2003: Freedom Fighters
- 2004: Joint Operations: Typhoon Rising
- 2004: Call of Duty: Finest Hour
- 2005: Conflict: Global Storm
- 2007: Tom Clancy’s Ghost Recon: Advanced Warfighter 2